# Marentes (Ibias)
Marentes ist ein Ort und gleichzeitig Namensgeber eines Parroquia in der Gemeinde Ibias in der spanischen Provinz Asturien.
Das Parroquia hat eine Gesamtfläche von 15 km² und zählte 2011 66 Einwohner. Marentes liegt auf einer Höhe von 677 m über dem Meeresspiegel am Rio Ibias. Der Ort liegt 6 Kilometer von der Regionalhauptstadt San Antolín de Ibias entfernt.

## Sehenswertes
- Casa Palacio de los Peña in Villajanea

## Dörfer und Weiler
- Busto – 10 Einwohner 2011 43° 3′ 25″ N, 6° 54′ 34″ W
- Marcellana – 4 Einwohner 2011 43° 5′ 23″ N, 6° 53′ 40″ W
- Marentes – 41 Einwohner 2011 43° 4′ 52″ N, 6° 53′ 58″ W
- Villajane – 11 Einwohner 2011 43° 4′ 21″ N, 6° 53′ 2″ W